# Orde van de Kroon (Coucy)
De Orde van de Kroon is een door de Noord-Franse edelman Engelram VII van Coucy in 1378 gestichte Orde en behoort tot de historische Franse orden.
Enguerrand stichtte de orde na een geslaagde campagne in Normandië waar hij de stad Bayeux en de andere Normandische bezittingen van koning Karel II van Navarra voor zijn koning veroverde. Engelram was een edelman die uitblonk in "hoofs" gedrag en een trouw vazal van de Franse koning.
De orde kreeg een kroon als zinnebeeld, omdat dit voorwerp, zo valt te lezen in een aan deze orde gewijd gedicht van Eustache Deschamps, "niet alleen het symbool is van grootheid en macht maar ook van waardigheid, deugdzaamheid en hoogstaand gedrag van de hovelingen van de (Franse) koning". Het herkenningsteken van de orde was een diadeem met twaalf parels. Deze stonden voor de twaalf bloemen van het gezag: trouw, deugdzaamheid, matigheid, vroomheid, behoedzaamheid, oprechtheid, eergevoel, kracht, barmhartigheid, milddadigheid, saamhorigheid en vrijgevigheid. Eigenschappen die "hun licht wierpen op allen die minder voornaam waren".
Hoe de orde eruitgezien heeft, is niet bekend; in deze tijd was het gebruikelijk dat men een gezamenlijk herkenningsteken droeg dat aan een keten om de hals hing of op de kleding was geborduurd. De orde zal daarin geleken hebben op de Orde van de Draak. In de periode dat Engelram zijn orde stichtte, koos hij ook een nieuw zegel. Daarop is, tegen een achtergrond van kroontjes, een figuur te zien die een kroon omgekeerd vasthoudt. Mogelijk is dit een aanwijzing dat ook de onderscheiding er zo uitzag.
Bijzonder was dat deze Orde van de Kroon niet alleen ridders, maar ook knapen (nog niet geridderde krijgslieden van goede komaf) en gehuwde of ongehuwde dames, opnam.
Op 26 april 1390, terwijl hij zich voorbereidde op een veldtocht tegen de mohammedanen in het koninkrijk Barbarije, schonk Enguerrand de Orde van de Celestijnen, een strenge en ascetische kloosterorde, een inkomen van 400 livres per jaar en geld om een klooster voor twintig monniken te stichten op zijn bezitting in Villeneuve aan de oever van de Aisne, even buiten Soissons. De oorkonde spreekt over "eeuwigdurende gebeden voor hemzelf, zijn huidige vrouw, zijn voorvaderen en nazaten en alle ridders en dames van zijn Orde van de Kroon".
De Orde werd, ook al was zij niet door een regerend vorst maar door een machtige vazal van de Franse koning ingesteld, door Lodewijk I van Orléans, regent van Frankrijk als ridderorde erkend.